# Articulation secondaire
En phonétique, l'articulation secondaire a lieu lorsque l'articulation d'une consonne est équivalente à l'articulation combinée de deux ou trois consonnes plus simples, dont au moins l'une d'entre elles est une spirante. Cette altération donne lieu à une co-articulation de différents phonèmes.
Elle peut s'effectuer à partir d'à peu près n'importe quel point d'articulation, mais les types les plus courants sont la labialisation (notée [ʷ]), la pharyngalisation (notée [ˤ]) et la palatalisation (notée [ʲ]).

## Définition

### Différence avec l'articulation primaire
La différence entre l'articulation primaire et l'articulation secondaire est parfois ambiguë. Par exemple, les sons [ɕ ʑ] sont souvent considérés comme des phonèmes à part entière, mais ils peuvent avoir pour équivalents les versions palatalisées de [ʃ ʒ], à savoir [ʃʲ ʒʲ]. Ces mêmes sons peuvent aussi être notés comme les phonèmes [s z] alvéolo-palatisés, c'est-à-dire [s̠ʲ z̠ʲ].

### Transcription
En alphabet phonétique international, l'articulation secondaire est officiellement notée avec un caractère en exposant : le [k] labialisé sera donc écrit [kʷ]. Cette notation peut porter à confusion, car elle suggère la réalisation de deux phonèmes différents [kw] alors qu'ils sont en réalité réalisés simultanément. Elle suggère également que la labialisation a lieu après la consonne, mais une telle altération affecte la consonne de part et d'autre : dans une transcription phonétique fidèle (mais inutilement encombrante), [akʷa] serait noté [aʷkʷa].
Pour cette raison, l'articulation secondaire a longtemps été transcrite phonétiquement avec un signe souscrit (« k̫ » pour [kʷ] et « ƫ » pour [tʲ] par exemple). Certains phonéticiens, malgré l'usage officiel, préfèrent encore une telle notation permettant de lever toute ambigüité. Une relique de cette ancienne notation est la consonne spirante latérale alvéolaire vélarisée voisée notée [ɫ]. Appelée dark L en anglais, elle est équivalente à [lˠ] ou [lˤ] ; le caractère « ɫ » est d'ailleurs souvent déconseillé pour son incompatibilité ou son illisibilité dans certaines polices d'écriture.

### Autres usages de l'exposant
Les caractères en exposant ont servi a illustrer de nombreuses particularités phonétiques, parfois complètement indépendantes de l'articulation secondaire.
Entre 1932 et 1989, il était chose commune de les voir utilisés pour déterminer qu'une consonne détenait les caractéristiques d'une autre. Un des exemples qui apparaissaient à cette époque est [ʃˢ], qui définit le son [ʃ] comme ayant la qualité du son [s]. Cette notation est aujourd'hui fautive, et par ailleurs l'articulation secondaire n'implique pas que les caractéristiques d'un phonème soient « transférées ». De façon plus marginale, l'exposant est encore employé pour noter la prénasalisation [ᵐb], la préocclusion [ᵖm ᵗs], l'affrication [tᶴ], la préaffrication [ˣk], les particularités de désocclusion [tʳ, tᶿ, dⁿ, dˡ], la rhotacisation [ɑʵ] (qui est équivalent à [ɑ˞]) ou même, exceptionnellement, les diphtongues (comme [aᶷ] qui est équivalent à [aʊ̯]).
Un autre usage ambigu mais conforme de l'exposant concerne la vélarisation [ˠ]. Il peut exprimer à la fois la vélarisation d'une consonne non-vélaire (comme [tˠ]) et la désocclusion vélaire d'une consonne qui l'est déjà (comme [gˠ]).
Enfin, l'exposant peut servir à marquer les allophones : [ᵇa] peut signifier un allophone de [a] après le son [b], tout comme [fʸ] peut signifier un allophone de [f] devant [y] (ou tout du moins l'anticipation de la réalisation phonétique de [y]).

## Compatibilité Unicode
Unicode supporte la plupart des caractères en exposant. Les tableaux suivants répertorient la totalité des caractères de l'API existant sous cette forme. Le point marque les caractères de l'API qui ne sont pas compatibles en exposant et les cases grisées sont des articulations qui n'ont pas de caractère équivalent en API (le plus souvent parce que le phonème lui-même n'existe pas, ou bien parce qu'il est transcrit par un ou des diacritiques).
| Trait d'art. sec. →          | Labialisation | Labialisation |      |         |           |      | Palatalisation | Palatalisation | Vélarisation |     | Pharyngalisation | Glottalisation |
| Point d'art. → Mode d'art. ↓ | Bil.          | Lab.-den.     | Den. | Alv.    | Post-alv. | Rét. | Alv-pal.       | Pal.           | Vélaires     | Uv. | Pharyngales      | Glottales      |
| ---------------------------- | ------------- | ------------- | ---- | ------- | --------- | ---- | -------------- | -------------- | ------------ | --- | ---------------- | -------------- |
| Nasales                      | ᵐ             | ᶬ             |      | ⁿ       |           | ᶯ    |                | ᶮ              | ᵑ            | ᶰ   |                  |                |
| Occlusives                   | ᵖ ᵇ           |               |      | ᵗ ᵈ     |           | . .  |                | ᶜ ᶡ            | ᵏ ᶢ          | . . | .                | ˀ              |
| Fricatives                   | ᶲ ᵝ           | ᶠ ᵛ           | ᶿ ᶞ  | ˢ ᶻ . . | ᶴ ᶾ       | ᶳ ᶼ  | ᶝ ᶽ            | ᶜ̧ ᶨ            | ˣ ˠ          | ᵡ ʶ | . ˁ/ˤ            | ʰ ʱ            |
| Semi-voyelles                |               | ᶹ             |      | ʴ ˡ     |           | ʵ ᶩ  |                | ʲ ᶣ .          | ᶭ ʷ . ᶫ      |     |                  |                |
| Roulées                      | .             |               |      | ʳ       |           |      |                |                |              | .   | . .              |                |
| Battues                      |               | .             |      | . .     |           | .    |                |                |              |     |                  |                |

| Point d'art. → Aperture ↓ | Ant.    | Cent.     | Post.   |
| ------------------------- | ------- | --------- | ------- |
| Fermées                   | ⁱ ʸ ᶦ . | ᶤ ᶶ ᶧ .   | ᵚ ᵘ ᶷ   |
| Moyennes                  | ᵉ . ᵋ ꟹ | . ᶱ ᵊ ᵌ . | . ᵒ ᶺ ᵓ |
| Ouvertes                  | (ᵆ) ᵃ . | ᵄ         | ᵅ ᶛ     |

Les signes diacritiques combinés sont généralement compatibles. Ainsi, les voyelles rhotacisées ne peuvent pas être affichées mais les voyelles associées au diacritique correspondant fonctionnent : [ᵊ˞ ᵌ˞ ᵋ˞ ᵓ˞ ᵅ˞], tout comme les consonnes éjectives : [ᵖʼ ᵗʼ ᶜʼ ᵏʼ]. Il est à noter que les caractères absents des tableaux ci-dessus peuvent être affichés manuellement en exposant si le traitement de texte le permet : exemple avec la consonne battue alvéolaire voisée qui n'est normalement pas compatible : [ɾ].